# Justicia ochroleuca
Justicia ochroleuca är en akantusväxtart som beskrevs av Bi.. Justicia ochroleuca ingår i släktet Justicia och familjen akantusväxter. Inga underarter finns listade i Catalogue of Life.